# 필리아
필리아(고대 그리스어: φιλία)는 우애(友愛) 또는 형제애(兄弟愛)로 옮겨지며, 아가페, 에로스, 스토르게와 함께 고대 그리스에서 말하는 사랑의 네 가지 종류 중 하나이다.

## 같이 보기
- 의형제
- 사랑
- 아리스토텔레스